# Dmitrij Jakovlevics Laptyev
Dmitrij Jakovlevics Laptyev (oroszul: Дмитрий Яковлевич Лаптев) (1701–1771. január 31. (Julián naptár szerint január 20.)) orosz tengerész, felfedező, Hariton Prokofjevics Laptyev unokatestvére.

## Élete
1735-ben Peter Lassenius expedíciójában vett részt, majd annak halála után a következő évtől ő lett a vezető. Leereszkedett a Lénán, s átvizsgálta a partvidéket. Másodszor 1739-ben indult útnak, behatolt az Ingyigirka folyó torkolatába. A következő évben áthajózott a Kolima torkolatához, s itt áttelelt. 1742 nyarán az Anadiron hajózott a torkolatig. A két Laptyevről nevezték el a Tajmir-félszigettől keletre elterülő tengerrészt, a Laptyev-tengert.